# Gabriel Santos
Gabriel Silva Santos, né le 4 mai 1996 à Porto Ferreira, est un nageur brésilien, spécialiste de nage libre. Il est celui qui a remporté la première médaille brésilienne de sa discipline aux Jeux olympiques.

## Carrière
En tant que jeune espoir, il remporte la médaille d'argent du relais 4 × 100 m nage libre lors des championnats du monde 2017 à Budapest. C'est la première médaille mondiale du Brésil dans cette épreuve mais pas dans cette discipline.